# Tintagel (Bax)
Pour les articles homonymes, voir Tintagel (homonymie).
Tintagel est un poème symphonique écrit par Arnold Bax en 1919 et l'une de ses œuvres orchestrales les plus connues.

## Contexte
Après une escapade romantique en Russie en 1910, Arnold Bax se marie et s'installe dans la banlieue de Dublin, où il reste jusqu'à ce que la Première Guerre mondiale le ramène à Londres, où il tombe rapidement amoureux de la pianiste Harriet Cohen. En août 1917, le couple passe six semaines de vacances idylliques à Tintagel, sur la côte nord des Cornouailles, et cette expérience inspire à Arnold Bax la composition d'un poème symphonique qui allait devenir la plus connue de toutes ses œuvres orchestrales. Bien qu'il l'ait écrit dès son retour à Londres (le brouillon de la partition porte l'inscription « Oct 1917 »), il tarde à l'orchestrer, et le manuscrit final date de . Il porte la dédicace « For Darling Tania with love from Arnold », Tania étant le surnom affectueux d'Harriet Cohen. Mais lorsque l'œuvre est publiée plus tard, cette dédicace est devenue plus discrète : . La première exécution fut donnée par le Bournemouth Municipal Orchestra sous la direction de Dan Godfrey le 20 octobre 1921, et Bax a écrit une note décrivant l'œuvre :
« This work is only in the broadest sense programme music. The composer’s intention is simply to offer a tonal impression of the castlecrowned cliff of (now sadly degenerate) Tintagel, and more especially of the long distances of the Atlantic, as seen from the cliffs of Cornwall on a sunny, but not windless, summer day. The literary and traditional associations of the scene also enter into the scheme. The music opens, after a few introductory bars, with a theme, given out by brass, which may be taken as representing the ruined castle, now so ancient and weatherworn as to seem an emanation of the rock upon which it is built. The subject is worked to a broad diatonic climax, and is followed by a long melody for strings, which may suggest the serene and almost limitless spaces of the ocean.
After a while a more restless mood begins to assert itself, as though the sea were rising, bringing with it a new sense of stress, thoughts of many passionate and tragic incidents in the tales of King Arthur and King Mark and others among the men and women of their time. A wailing chromatic figure is heard, and gradually dominates the music until finally it assumes a shape which recalls to mind one of the subjects of the first act of [Wagner’s] ‘Tristan and Isolde’ (whose fate was, of course, intimately connected with Tintagel). Here occurs a motif which may be taken as representing the increasing tumult of the sea. Soon after there is a great climax, suddenly subsiding, followed by a passage which will perhaps convey the impression of immense waves slowly gathering force until they smash themselves upon the impregnable rocks.

The theme of the sea is heard again, and the piece ends as it began, with a picture of the castle still proudly fronting the sun and wind of centuries. »
« Cette œuvre n'est qu'un programme musical au sens le plus large du terme. L'intention du compositeur est simplement d'offrir une impression tonale de la falaise couronnée de châteaux de Tintagel (aujourd'hui malheureusement dégénérée), et plus particulièrement des longues distances de l'Atlantique, telles qu'elles sont vues des falaises de Cornouailles par une journée d'été ensoleillée, mais non sans vent. Les associations littéraires et traditionnelles de la scène entrent également en ligne de compte. La musique s'ouvre, après quelques mesures introductives, sur un thème donné par les cuivres, qui peut être considéré comme représentant le château en ruine, aujourd'hui si ancien et usé par les intempéries qu'il semble être une émanation du rocher sur lequel il est construit. Le sujet est travaillé jusqu'à un large point culminant diatonique, et est suivi d'une longue mélodie pour cordes, qui peut suggérer les espaces sereins et presque illimités de l'océan.
Au bout d'un moment, une humeur plus agitée commence à s'affirmer, comme si la mer se soulevait, apportant avec elle un nouveau sentiment de stress, des pensées de nombreux incidents passionnés et tragiques dans les contes du roi Arthur et du roi Marc et d'autres parmi les hommes et les femmes de leur temps. Une figure chromatique gémissante se fait entendre et domine progressivement la musique jusqu'à ce qu'elle prenne une forme qui rappelle l'un des sujets du premier acte de Tristan et Isolde [de Wagner] (dont le destin était, bien sûr, intimement lié à Tintagel). Ici apparaît un motif qui peut être considéré comme représentant le tumulte croissant de la mer. Peu après, il y a un grand point culminant, qui s'apaise soudainement, suivi d'un passage qui donnera peut-être l'impression que d'immenses vagues gagnent lentement en force jusqu'à ce qu'elles se fracassent sur les rochers inexpugnables.

Le thème de la mer est réentendu, et le morceau se termine comme il a commencé, avec une image du château toujours fier face au soleil et au vent des siècles. »
Il n'existe aucune preuve irréfutable que le roi Arthur ou l'un des autres personnages obscurs mentionnés dans la note du compositeur ait eu un lien quelconque avec Tintagel Harriet Cohen. Le nom vient des mots din et tagell, qui signifient « forteresse » et « rétrécissement » en cornique, et fait référence à l'étroite crête qui mène aux ruines du château depuis le village voisin de Trevena[. Néanmoins, lorsqu'on se tient au sommet de la falaise, avec la fureur magnifique des rouleaux de l'Atlantique qui battent les rochers en contrebas, on peut facilement comprendre comment les légendes et la grandeur du paysage ont dû stimuler l'imagination du compositeur pour qu'il produise l'une des musiques de mer les plus vivantes jamais écrites.

## Orchestration
L'œuvre est écrite pour l'effectif suivant : Premiers violons, seconds violons, altos, violoncelles, contrebasses, 1 harpe, 3 flûtes (la troisième jouant du piccolo), 2 hautbois, 1 cor anglais, 2 clarinettes, 1 clarinette basse, 2 bassons, 1 contrebasson, 4 cors, 3 trompettes, 3 trombones, 1 tuba, 2 timbales, 1 glockenspiel, grosse caisse, cymbales.